# Strophocerus olivescens
Strophocerus olivescens är en fjärilsart som beskrevs av William Schaus 1905. Strophocerus olivescens ingår i släktet Strophocerus och familjen tandspinnare. Inga underarter finns listade i Catalogue of Life.